# Lim (flod)
 For alternative betydninger, se Lim. (Se også artikler, som begynder med Lim)
Lim (serbisk: Лим) er en 220 km lang biflod til Drina på Balkan, i det geografiske område Sandžak. Lim har sit udspring ved bjerget Maglić i Prokletije i det østlige Montenegro, og løber gennem den nordøstlige del af Montenegro videre ind i Serbien. I Bosnien-Hercegovina ender Lim, hvor den løber ud i Drina.
I Montenegro løber Lim gennem byene Plav, Andrijevica, Berane og Bijelo Polje, i Serbien gennem Prijepolje og Priboj. I Bosnien-Hercegovina løber Lim gennem Rudo og munder ud i Drina ved Međeđa, hvor kraftværket i Visegrad-dæmningen ved Višegrad medfører en kunstig indsø, hvor Lim munder ud.
42°36′13″N 19°37′42″Ø / 42.6035°N 19.6282°Ø